# Družba (Oblast' di Kaliningrad)
Družba (Дружба; in tedesco fino al 1947 Allenburg; in lituano Alna; in polacco Alembork) è un centro abitato (poselok) della Russia, compreso nel comune urbano di Pravdinsk nell'Oblast' di Kaliningrad.